# Amori & incantesimi
Amori & incantesimi (Practical Magic) è un film del 1998 diretto da Griffin Dunne, tratto dal Giardino delle magie di Alice Hoffman, con protagoniste le attrici Sandra Bullock e Nicole Kidman.

## Trama
Le sorelle Gillian e Sally Owens sono due streghe, cresciute con le zie Jet e Frances, con le quali hanno imparato a fare magie. La loro famiglia però è vittima di un'antica maledizione: ogni uomo che si innamora di una Owens è destinato a morire; la maledizione si era già abbattuta sul padre di Gillian e Sally, cosa che fece morire di dolore sua moglie; anche un precedente fidanzato della zia Fran rimase vittima di un incidente mortale. Le due sorelle reagiscono alla maledizione in modo diverso: mentre Gillian passa da un uomo all'altro, Sally si innamora perdutamente di Michael, che poi sposa e da cui avrà due figlie, Kylie e Antonia.
La perfetta e felice vita familiare di Sally svanisce quando la maledizione riemerge causando la morte di Michael in un incidente. Distrutta, Sally si trasferisce con le figlie a casa delle zie giurando che le bambine non imparino mai la magia ma anche qui le ragazze fanno fatica ad integrarsi con gli altri poiché considerate delle streghe, mentre Sally apre con delle amiche un negozio di erboristeria.
Un giorno Gillian, disperata perché il suo ultimo uomo, Jimmy, è un delinquente che l'ha colpita al volto con un pugno dopo una lite per futili motivi, chiama Sally; la sorella corre a prenderla ma, prima che le due donne fuggano, riappare Jimmy, ubriaco e armato di pistola, che le tiene sotto tiro: le due donne cercano di narcotizzarlo versando un sedativo, chiamato Belladonna, nella sua bottiglia d'alcol. Tuttavia, Sally ne impiega una dose eccessiva che uccide Jimmy mentre questi stava per picchiare a sangue Gillian. Le due sorelle provano a rianimarlo con qualche incantesimo, ma senza successo, e così decidono di seppellirlo nel giardino della casa delle zie.
L'investigatore Gary Hallett arriva nella loro casa cercando Jimmy e inizialmente sospetta delle sorelle, avendo scoperto l'auto di Jimmy, ma finisce con l'innamorarsi di Sally, la quale vede in lui l'uomo dei suoi sogni che aveva descritto con un incantesimo da piccola; tuttavia, la donna lo respinge, per paura che lui possa essere colpito dalla mortale maledizione.
Lo spirito di Jimmy intanto si impossessa di Gillian, e Sally invita le donne della città e le sue zie: tutte insieme, grazie a un esorcismo, scacciano lo spirito di Jimmy per sempre e dunque riescono anche a infrangere definitivamente la maledizione: Sally può finalmente vivere la sua storia con Gary e, insieme con la sorella, viene accettata dalla città, che le chiamerà a ricoprire il ruolo di streghe in occasione della notte di Halloween.

## Produzione
Alcune scene del film sono state girate su un set artificiale in California mentre le parti esterne sono state girate sulle isole San Juan, nello stato di Washington dove è stato ricostruito gran parte del set portato dalla California. La casa utilizzata è di proprietà della famiglia Sundstrom e si trova a San Juan Valley Road sulla parte ovest dell'isola, mentre le scene cittadine sono state girate a Coupeville, cittadina posta sulla costa orientale della stessa isola.
La casa si trova nella valle, per cui è stata costruita una replica della parte esterna della casa per porla accanto alla scogliera. Per la scena finale, in cui tutti i cittadini sono presenti a casa Owens, l'intera popolazione della città in cui si sono svolte le riprese è stata invitata a presentarsi in costume e a fare da comparsa.
In un commento al film, Sandra Bullock ha dichiarato che nella scena in cui lei, Nicole Kidman, Dianne Wiest e Stockard Channing si ubriacano e si insultano a vicenda, le attrici si sono realmente ubriacate con della "pessima" tequila comprata per l'occasione dalla Kidman.

## Accoglienza

### Incassi
Negli Stati Uniti d'America il film ha incassato 46,850,558 dollari, incassandone globalmente 68,336,997.

### Critica
Il film ha ricevuto recensioni contrastanti, ma la maggior parte ha sostenuto risultati insoddisfacenti. Alcuni critici hanno apprezzato la rappresentazione del romanticismo e della magia nel film, mentre altri sostenevano che la magia fosse stata così sottovalutata da essere apparentemente inesistente.

## Riconoscimenti
- 1999 - Blockbuster Entertainment Awards
  - Miglior attrice non protagonista in un film commedia/romantico a Stockard Channing
  - Nomination Miglior attore in un film commedia/romantico a Aidan Quinn
  - Nomination Miglior attrice non protagonista in un film commedia/romantico a Dianne Wiest
  - Nomination Miglior canzone (This Kiss) a Faith Hill
- 1999 - Young Artist Award
  - Nomination Miglior attrice giovane non protagonista a Camilla Belle
  - Nomination Miglior attrice giovane non protagonista a Evan Rachel Wood
- 1999 - American Comedy Awards
  - Nomination Attrice non protagonista più divertente a Dianne Wiest

## Altri media
Un episodio pilota per una possibile serie televisiva basata sul film, dal titolo Sudbury è stato girato per la CBS nel 2003. Con protagoniste Kim Delaney, Jeri Ryan, Kat Dennings, Gage Golightly, Dixie Carter, Shirley Knight e Esai Morales. E con Sandra Bullock come produttore esecutivo. L'episodio non è stato accettato, e il progetto cancellato.